# Juan Marín Rojas
Juan Marín Rojas (Talca, 23 de marzo de 1900-Viña del Mar, 10 de febrero de 1963) fue un médico, poeta, novelista, diplomático y ensayista chileno.

## Biografía
Realizó sus estudios secundarios en los liceos de Constitución y Talca. En 1921 se tituló como médico cirujano en la Universidad de Chile. Posteriormente, ingresó a la Armada, realizando su primer viaje a Europa en 1929, como doctor de la Escuadra Nacional.
Se inició como representante de la vanguardia chilena y del futurismo con Looping, libro de poesías de 1929.
Desde 1932 hasta 1934, ejerció su profesión en el Hospital Naval de Punta Arenas. Allí escribió su gran novela Paralelo 53 Sur, friso magallánico del oro, la lana y el petróleo. Con fuerte sentido social, describió los fiordos, canales y puertos; las tempestades, los naufragios, las nevazones y las lluvias de aquella agreste zona del país. Fue uno de los exponentes mayores de la literatura del mar en Chile. De esta época datan también sus libros Alas sobre el mar, Un avión volaba y Margarita, el aviador y el médico; en los que volcó su admiración por los pioneros de la aviación austral. En 1934 publicó un libro de poemas, el que tituló Aquarium.
En 1939, ingresó a la diplomacia, lo que le permitió recorrer el mundo, especialmente los países de Oriente: China, India, el Tíbet y Egipto. Sobre todos escribió iluminadores ensayos, penetrando sus costumbres, culturas y religiones.
Colaboró en las revistas Atenea, Zig-Zag, En Viaje, Repertorio Americano de Costa Rica, El Diario Austral de Temuco, La Unión de Valparaíso y en El Mercurio de Santiago entre otros.
Obtuvo el Premio Municipal de Santiago en 1936 por Paralelo 53 Sur, el Premio de Cuentos de El Mercurio (1937) y Premio Atenea de la Universidad de Concepción por El Egipto de los faraones (1954).
Juan Marín falleció el 10 de febrero de 1963, en Viña del Mar.

## Obras
Algunas de las obras de Marín son:
- Looping (1929)

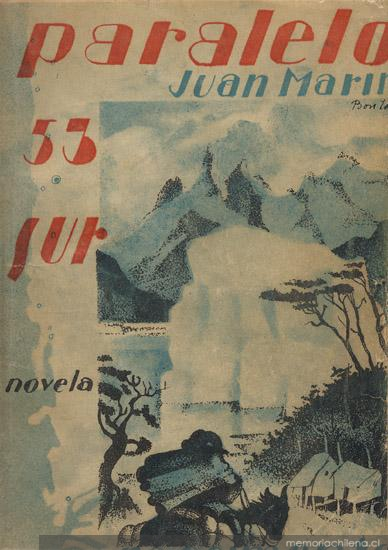
Portada de Paralelo 53 Sur (1936).

- Clínicas y maestros en Inglaterra y Francia (1930)
- Margarita, el aviador y el médico (1932)
- Poliedro médico (1933)
- La muerte de Julián Aranda (1933)
- Alas sobre el mar (1934)
- Aquarium (1934)
- Un avión volaba (1935)
- Paralelo 53 sur (1936)
- El secreto del doctor Baloux (1936)
- Puerto Negro (1938)
- Naufragio (1939)
- Orestes y yo (1939)
- Viento negro (1944)
- China: Lao Teszé, Confucio, Buda (1944)
- El Tíbet Misterioso y sus Lamas, resumen de las exploraciones efectuadas por los hombres blancos hasta hoy (1944)
- El Alma de China: su Arte, su literatura, sus ideas (1945)
- Cuentos de viento y agua (1949)